# Mike Bauer
Mike Bauer (ur. 29 czerwca 1959 w Oakland) – amerykański tenisista.

## Kariera tenisowa
Karierę zawodową Bauer rozpoczął w 1982 roku, a zakończył w 1996 roku. W grze pojedynczej wywalczył trzy tytuły rangi ATP World Tour oraz osiągnął jeden finał.
W grze podwójnej Amerykanin zwyciężył w dziewięciu imprezach o randze ATP World Tour i doszedł do sześciu finałów.
W rankingu gry pojedynczej Bauer najwyżej był na 29. miejscu (6 listopada 1984), a w klasyfikacji gry podwójnej na 25. pozycji (19 grudnia 1983).

### Finały w turniejach ATP World Tour
| Nazwa                        |
| ---------------------------- |
| Wielki Szlem                 |
| Igrzyska olimpijskie         |
| ATP Tour World Championships |
| ATP Masters Series           |
| ATP Championship Series      |
| ATP World Series             |

#### Gra pojedyncza (3–1)
| Końcowy wynik | Nr | Data              | Turniej  | Nawierzchnia    | Przeciwnik      | Wynik finału  |
| ------------- | -- | ----------------- | -------- | --------------- | --------------- | ------------- |
| Zwycięzca     | 1. | 21 listopada 1982 | Bangkok  | Dywanowa (hala) | Jim Gurfein     | 6:1, 6:2      |
| Zwycięzca     | 2. | 26 grudnia 1982   | Adelaide | Trawiasta       | Chris Johnstone | 4:6, 7:6, 6:2 |
| Finalista     | 1. | 18 grudnia 1983   | Sydney   | Trawiasta       | Joakim Nyström  | 6:2, 3:6, 1:6 |
| Zwycięzca     | 3. | 25 grudnia 1983   | Adelaide | Trawiasta       | Miloslav Mečíř  | 3:6, 6:4, 6:1 |

#### Gra podwójna (9–6)
| Końcowy wynik | Nr | Data                 | Turniej       | Nawierzchnia    | Partner             | Przeciwnicy                       | Wynik finału  |
| ------------- | -- | -------------------- | ------------- | --------------- | ------------------- | --------------------------------- | ------------- |
| Zwycięzca     | 1. | 15 listopada 1981    | Tajpej        | Dywanowa (hala) | John Benson         | John Austin Mike Cahill           | 6:4, 6:3      |
| Zwycięzca     | 2. | 29 listopada 1981    | Manila        | Ceglana         | John Benson         | Drew Gitlin Jim Gurfein           | 6:4, 6:4      |
| Zwycięzca     | 3. | 21 listopada 1982    | Bangkok       | Dywanowa (hala) | John Benson         | Charles Strode Morris Strode      | 7:5, 3:6, 6:3 |
| Zwycięzca     | 4. | 17 lipca 1983        | Stuttgart     | Ceglana         | Anand Amritraj      | Pavel Složil Tomáš Šmíd           | 4:6, 6:3, 6:2 |
| Finalista     | 1. | 2 października 1983  | Maui          | Twarda          | Scott Davis         | Tony Giammalva Steve Meister      | 3:6, 7:5, 4:6 |
| Zwycięzca     | 5. | 18 grudnia 1983      | Sydney        | Trawiasta       | Pat Cash            | Broderick Dyke Rod Frawley        | 7:6, 6:4      |
| Finalista     | 2. | 30 grudnia 1984      | Melbourne     | Trawiasta       | Scott McCain        | Broderick Dyke Wally Masur        | 6:7, 6:3, 6:7 |
| Zwycięzca     | 6. | 18 października 1992 | Tel Awiw-Jafa | Twarda          | João Cunha e Silva  | Mark Koevermans Tobias Svantesson | 6:3, 6:4      |
| Finalista     | 3. | 14 marca 1993        | Saragossa     | Dywanowa (hala) | David Rikl          | Martin Damm Karel Nováček         | 6:2, 4:6, 5:7 |
| Zwycięzca     | 7. | 21 marca 1993        | Casablanca    | Ceglana         | Piet Norval         | Ģirts Dzelde Goran Prpić          | 7:5, 7:6      |
| Finalista     | 4. | 20 czerwca 1993      | Halle         | Trawiasta       | Marc-Kevin Goellner | Petr Korda Cyril Suk              | 6:7, 7:5, 3:6 |
| Finalista     | 5. | 17 października 1993 | Tel Awiw-Jafa | Twarda          | David Rikl          | Sergio Casal Emilio Sánchez       | 4:6, 4:6      |
| Finalista     | 6. | 24 października 1993 | Wiedeń        | Dywanowa (hala) | David Prinosil      | Byron Black Jonathan Stark        | 3:6, 6:7      |
| Zwycięzca     | 8. | 31 października 1993 | Santiago      | Ceglana         | David Rikl          | Christer Allgardh Brian Devening  | 7:6, 6:4      |
| Zwycięzca     | 9. | 23 października 1994 | Wiedeń        | Dywanowa (hala) | David Rikl          | Alex Antonitsch Greg Rusedski     | 7:6, 6:4      |